# Fred Agabashian
Pas d'image ? Cliquez ici
Frederik Agabashian dit « Fred » ou « Freddie », né le 21 août 1913 à Modesto (Californie) et mort le 13 octobre 1989 à Alamo, est un pilote automobile arméno-américain d'IndyCar et de voiture de course de type « midget car ».